# Yeomchi-eup
Yeomchi-eup (koreanska: 염치읍) är en köping i den centrala delen av Sydkorea, 80 km söder om huvudstaden Seoul.  Den ligger i kommunen Asan i provinsen Södra Chungcheong.